# Lovrakovi dani kulture
Lovrakovi dani kulture kulturna je manifestacija koja se održava u Velikom Grđevcu.

Manifestacija traje tjedan dana, a održava se svake godine, od 1988. Zove se u čast poznatog hrvatskog dječjeg književnika, i mještanina Velikog Grđevca, Mate Lovraka. 
Sudionik i organizator ove manifestacije je hrvatski književni teoretičar Ivo Zalar. Manifestacija se održava radi poticanja i stvarateljstva za djecu i dječjeg stvarateljstva.
U sklopu ove manifestacije od 1993. godine dodjeljuje se i nagrada Mato Lovrak, za najbolji roman za djecu suvremenog hrvatskog pisca u lanjskoj godini, a nagrađuju se i učenički radovi. Nagradu je ustanovio Ivo Zalar.

## Vanjske poveznice
Mrežna mjesta
- Lovrakovi dani kulture, Osnovna škola Mate Lovraka, Veliki Grđevac